# Pierre-Antoine Rabaut-Dupuis
Pierre-Antoine Rabaut, dit Rabaut-Dupuis ou Rabaut le Jeune, né le 19 janvier 1746 à Nîmes, mort le 13 décembre 1808 au Vigan (Gard), est un homme politique français.

## Biographie
Fils de Paul Rabaut et de Madeleine Gaidan, frère de Jean-Paul Rabaut de Saint-Étienne et de Jacques Antoine Rabaut-Pommier, il devient commerçant dans son pays natal.
Juge de paix et administrateur du district en 1792, en conflit avec Jean-Antoine Courbis, il est proscrit comme fédéraliste en 1793 et se cache.
Réapparu sous la Convention thermidorienne, il se fait élire le 22 germinal an V (11 avril 1797), par 168 voix sur 184 votants, député du Gard au Conseil des Anciens, où il ne se distingue guère.
Après le coup d'État du 18 brumaire, il est nommé le 3 frimaire an VIII (23 novembre 1799) délégué des consuls dans la 10e division militaire. Le 4 nivôse (25 décembre 1799), le Sénat conservateur le choisit comme député du Gard au Corps législatif, dont il devient le président en floréal an X (6-20 mai 1802). Dans ce cadre, il est le premier à se prononcer en faveur du consulat à vie et à ce titre, il est le premier signataire, après le Premier consul Bonaparte, du Décret-loi autorisant la traite et l'esclavage dans les colonies, 30 floréal an X [20 mai 1802],. Il siège jusqu'à sa mort.
Il est fait chevalier de la Légion d'honneur le 4 frimaire an XII (26 novembre 1803) et nommé conseiller de la préfecture du Gard en 1804.
Un régiment de cavalerie étant de passage à Nîmes, il est renversé en sauvant un enfant - Gache, futur chef de division à la préfecture du Gard - qui allait être écrasé par un cheval emporté et meurt quelques jours après, à l'âge de 62 ans.

## Œuvres
- Détails historiques, et recueil de pièces sur les divers projets qui ont été conçus depuis la réformation pour la réunion de toutes les communions chrétiennes, Paris, Brasseur Ainé, 1806 (lire en ligne)
- Annuaire, ou Répertoire ecclésiastique à l'usage des Églises réformées, Paris, Brasseur et Rabaut-Pommier 1807 (lire en ligne)
- Notice historique sur la situation des églises chrétiennes réformées en France, depuis leur rétablissement jusqu'à ce jour, 1806

## Sources
- « Pierre-Antoine Rabaut-Dupuis », dans Adolphe Robert et Gaston Cougny, Dictionnaire des parlementaires français, Edgar Bourloton, 1889-1891 [détail de l’édition], tome 5 (de Quirot à Ramel de Nogaret), p. 71-72
- Jean Baptiste Glaire, Dictionnaire universel des sciences ecclésiastiques, Paris, Librairie Poussielgue frères, 1868, tome II, p. 1900
- Mémoires de l'Académie du Gard (1864-1865), Nîmes, Imprimerie Clavel-Ballivet & Cie, 1866, p. 284
- Michel Nicolas, Histoire littéraire de Nimes, et des localités voisines qui forment actuellement le département du Gard, Nîmes, Ballivet et Fabre, 1854, tome III, p. 46-49
- Hector Rivoire, Statistique du département du Gard, Nîmes, Ballivet et Fabre, 1842, Tome I, p. 565
- Notice biographique de l'Assemblée nationale